# SDR SDRAM
SDR SDRAM (de las siglas en inglés Single Data Rate Synchronous Dynamic Random-Access Memory) es un tipo de memoria RAM, de la familia de las SDRAM usadas ya desde principios de 1970.

## Visión general
Las memorias SDR SDRAM son  memorias síncronas, con tiempos de acceso de entre 25 y 10 ns y que se presentan en módulos DIMM de 168 contactos. 
Está muy extendida la creencia de que se llama SDRAM a secas, y que la denominación SDR SDRAM es para diferenciarla de la memoria DDR, pero no es así, simplemente se extendió muy rápido la denominación incorrecta. El nombre correcto es SDR SDRAM ya que ambas (tanto la SDR como la DDR) son memorias síncronas dinámicas. El tamaño máximo de memoria en este tipo de RAM es de 512mb.

## Historia
Fueron utilizadas en los microprocesadores Pentium II, Pentium III, así como en los AMD K6, AMD Athlon K7 y Duron.

### Sucesor

#### DDR SDRAM
DDR SDRAM (de las siglas en inglés Double Data Rate Synchronous Dynamic Random-Access Memory) conocida también como memorias DIMM, sucesoras de las memorias SIM de 72 pines. Es un tipo de memoria RAM, de la familia de las SDRAM.

## Versión detallada
Los chips están hechos con una variedad de tamaños de bus de datos (los más comunes de 4, 8 o 16 bits), pero los chips son generalmente montados en módulos DIMM de 168 pines que leen o escriben 64 (sin corrección de errores) o 72 (con corrección de errores) bits a la vez. 
El uso del bus de datos es complejo y requiere un controlador de memoria DRAM complejo, ya que los datos a escribir en la memoria DRAM deben presentarse en el mismo ciclo que el comando de escritura, pero la lectura produce una salida 2 o 3 ciclos después del comando correspondiente. El controlador de memoria DRAM debe asegurarse de que el bus de datos nunca se requiere para escritura y lectura simultáneamente
Las frecuencias típicas de la SDR SDRAM son de 66, 100 y 133 MHz (periodos de 15, 10, y 7,5 ns). Frecuencias de reloj de hasta 150 MHz estaban disponibles para los entusiastas del rendimiento.

### Estándares[4]
| Nombre estándar | Velocidad del bus | Tiempo entre señales | Velocidad del módulo | Datos transferidos por segundo | Nombre del módulo | Máxima capacidad de transferencia |
| SDR-66          |                   | 15 ns                | 66,6 MHz             | 66 Millones                    | PC-66             | 533 MB/s                          |
| SDR-100         |                   | 10 ns                | 100 MHz              | 100 Millones                   | PC-100            | 800 MB/s                          |
| SDR-133         |                   | 7,5 ns               | 133,3 MHz            | 133 Millones                   | PC-133            | 1066 MB/s                         |